# グローバルセキュリティー
グローバルセキュリティー（global security）とは、地球規模（世界規模）の安全保障のこと。国際安全保障（international security）と同義であり、国際連合や北大西洋条約機構などの国際機関が相互の安全と安全保障のためにとる軍事的、外交的措置が含まれる。一般化された語であるため、多くの組織の社号としても使用されている。

## 組織名として使用されている例
GlobalSecurity.org
各国の安全保障に関する情報を提供するNPO。アメリカ政府その他のいかなる政府の機関と一切関係がない。また警備システムを販売する会社とも一切関係がない。メールボックスはバージニア州アレクサンドラにある。外部リンク→GlobalSecurity.org
Global Security (UK) Ltd.
英国バークシャーにある、警備システムを販売する会社。Global Security (UK) Ltd.
GLOBAL SECURITY
ワシントン州、オレゴン州で営業している警備会社。GLOBAL SECURITY
GLOBAL Security Solutions Limited
ニュージーランドにある、警備コンサルタントの商用名として使われている。Global Security